# エナキエヴェ
- エナキエヴェ
- イェナーキイェヴェ
- エナキエヴォ

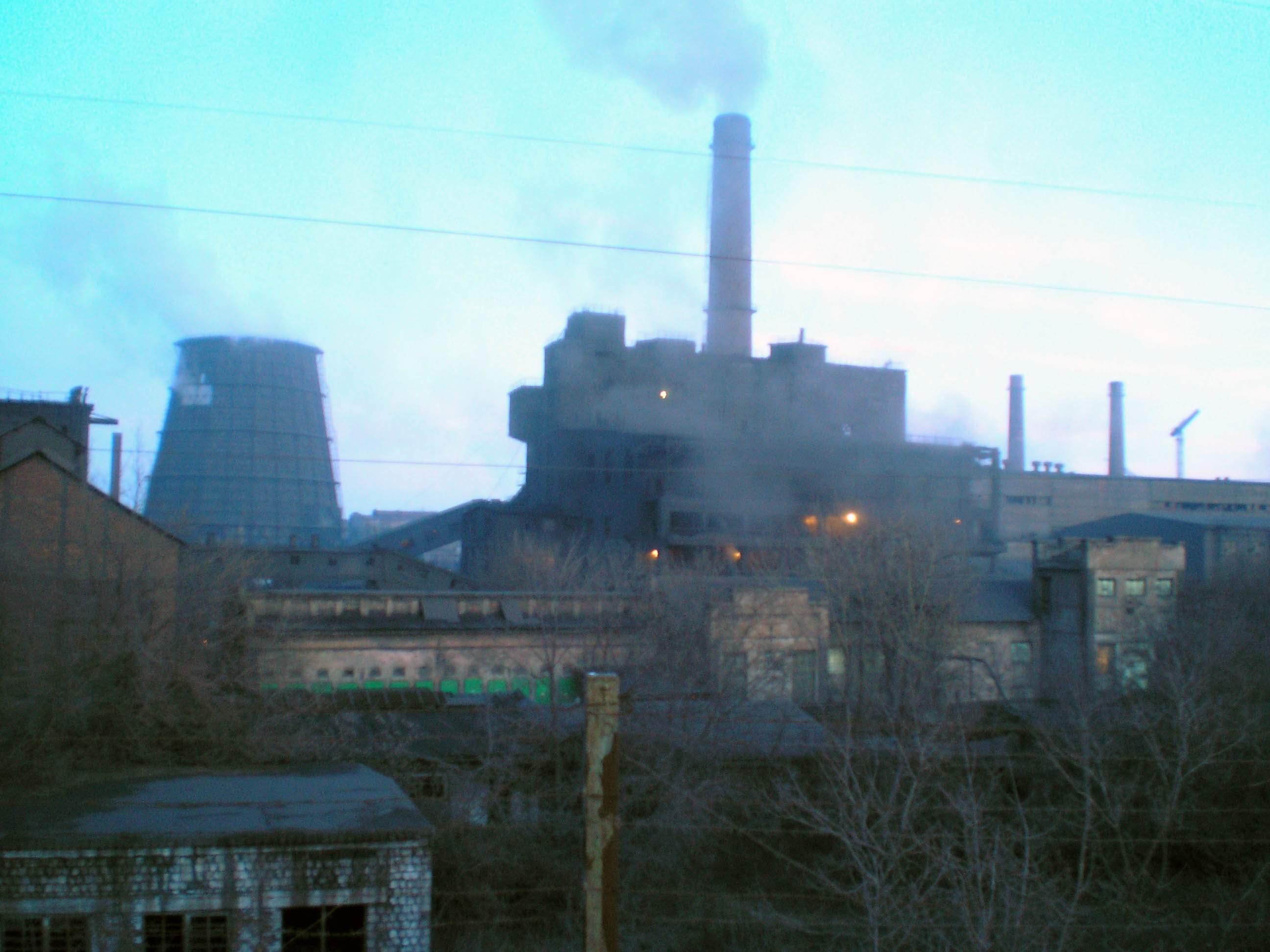
エナキエヴェ製鉄所

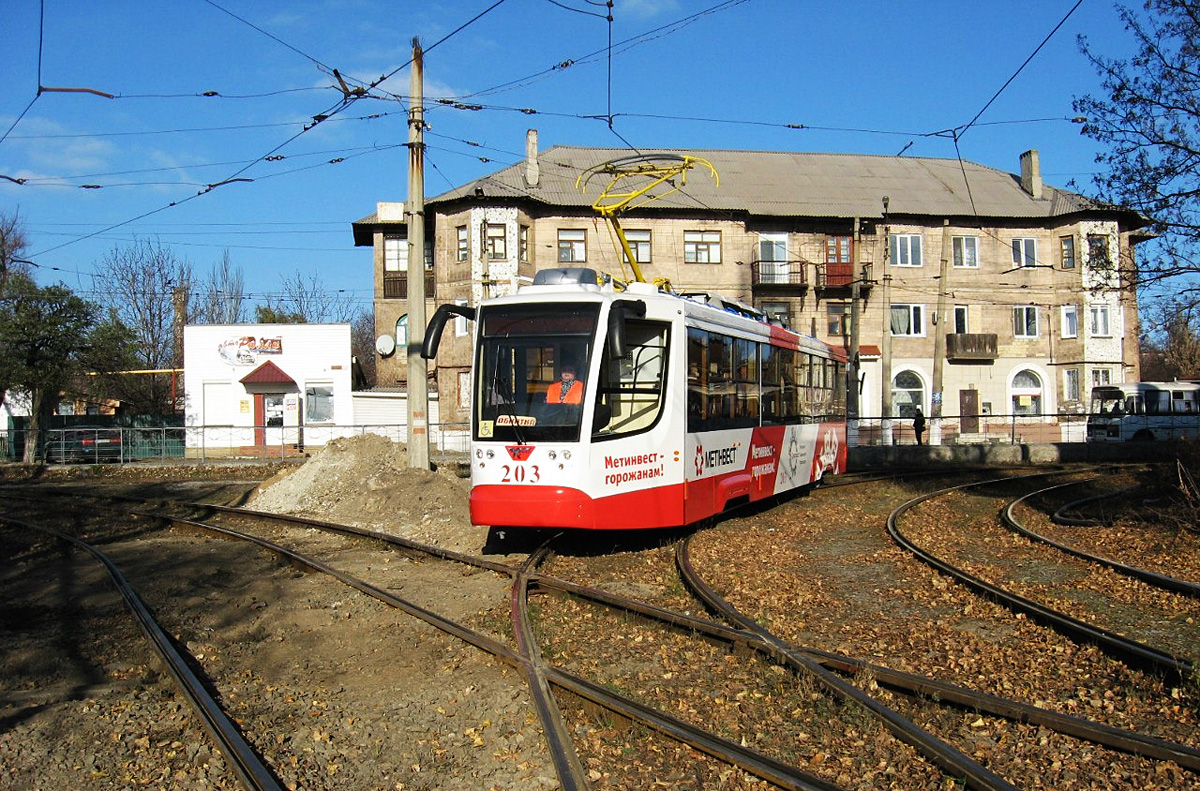
エナキエヴェ市電

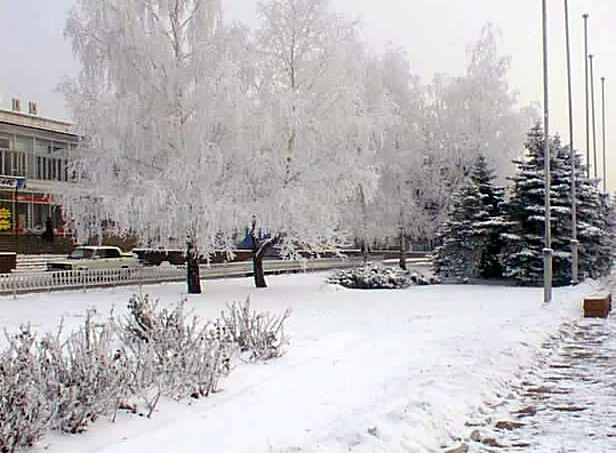
市の広場

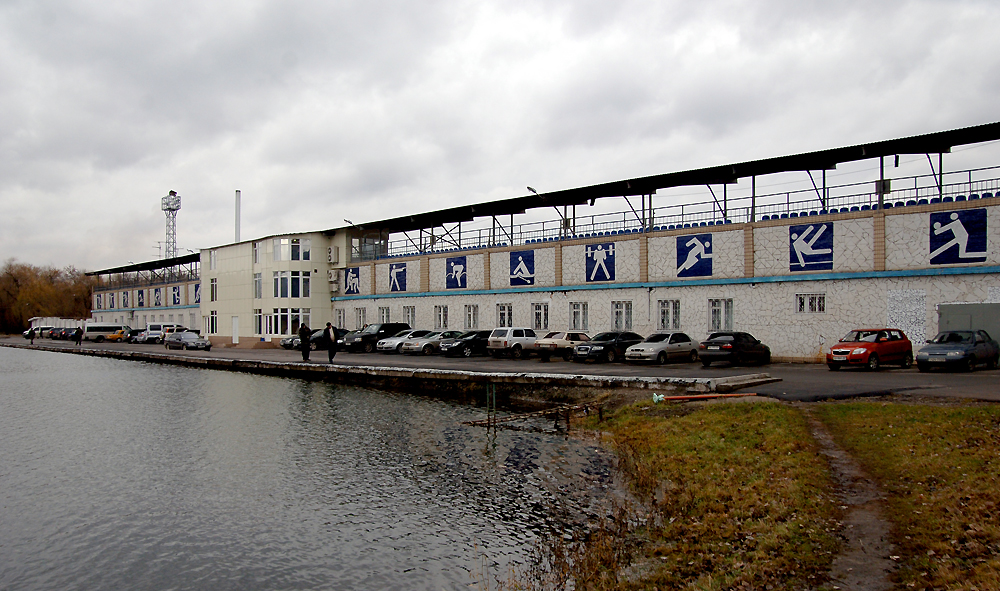
メタルルフ・スタジアム

エナキエヴェ（イェナーキイェヴェ、ウクライナ語: Єнáкієве, Yenákiieve; ロシア語: Ена́киево, Yenákiyevo, エナキエヴォ、イェナーキイェヴォ) はウクライナ東部ドネツィク州の市で、州の下にある単位である地区（ラヨン）と同格であり州に直属している主要都市。ミウス川支流のクリンカ川沿いにある。州都ドネツィクの約60キロ北東にある。2021年1月1日時点の人口は77,053人。
エナキエヴェはドンバス地域の炭鉱・金属工業・化学工業・機械工業の重要な中心都市である。しかしながら老朽化した施設が多く、2008年の炭鉱ガス爆発事故のような災害も起きている。
エナキエヴェは1898年、開業したばかりのペトロフスキー製鉄所（現在のエナキエヴェ冶金工場、1897年操業）の周囲にあった複数の労働者集落が合併して創立された町であり、工場の創立にも関わった産業家・政治家のフョードル・エナキエフを記念して名付けられた。周囲の炭鉱のうち最初のものは1883年には操業している。1925年には市の地位を与えられた。1958年までには街も工場も拡大して周囲の村落を飲み込む勢いであり、大気汚染などで畜産が不可能になった村落は集団移転していった。
ドンバス戦争では大きな被害を受けている。エナキエヴェは2014年4月以降、親露派武装勢力のドネツク人民共和国の支配下にある。
エナキエヴェはウクライナ大統領（2010年-2014年）を務めたヴィクトル・ヤヌコーヴィチの出身地でもある。

## 歴史
現在のエナキエヴェの場所に恒久的集落ができたのは1783年である。1858年にはソフィエフスキー炭鉱が開業した。
1895年、技術者・実業家のフョードル・エナキエフやB・ヤロヴェツキーとベルギーの実業家たちが、ロシア・ベルギー合弁の金属工業会社を設立した。1897年にはペトロフスキー鋳鉄工場がこの地に開業し、工場周辺に炭鉱も多数開設された。工場や炭鉱の周囲にできた集落は1898年には一つの町となり、エナキエフにちなんでエナキエヴォと名付けられた。小説家のアレクサンドル・クプリーンは、この工場に滞在した経験から、1896年に工場や労働者を描いた『貪欲の神』を執筆し文学的評価を得るきっかけとなった。
第一次世界大戦開戦までの間に、エナキエヴォには化学工場や食品工場などが建設された。ペトロフスキー工場は南ロシアで3番目に大きい製鉄所となった。1913年には349,200トンの鋳鉄と316,400トンの鋼鉄を製造している。しかし第一次世界大戦による荒廃とロシア内戦による戦禍で、ペトロフスキー工場以外での製鉄は途絶えた状態になった。1925年にはエナキエヴォは政府により市の地位を認められた。人口は34,000人であった。
1928年にはアレクセイ・ルイコフを記念してルイコヴォと改名されたが、1937年にルイコフが失脚したためセルゴ・オルジョニキーゼにちなんでオルジョニキーゼと再改名された。1932年には路面電車（エナキエヴォ市電）が開業した。1939年の人口は88,200人となった。1943年にはエナキエヴォという旧名に戻された。
第二次世界大戦（独ソ戦）ではオルジョニキーゼはイタリア軍に、さらにドイツ軍に包囲された。1941年10月31日に攻撃が開始され、解放されたのは1943年9月3日であった。1941年11月末から12月初めには市街戦となった。陥落したオルジョニキーゼでは市民の徴発が行われ、多数が「東方労働者」（オストアルバイター）として強制労働に送られた。戦後にはイタリア人捕虜が戦中の残虐行為（病院の破壊など）により裁判にかけられたが、有罪判決は下されず1954年にイタリア人捕虜はイタリアに送還された。
1950年代には建材工場や建設会社、自動車修理会社など多数の工場が開業した。1979年には炭鉱の一つで「国民経済のための核爆発」（ソ連の平和的核爆発計画）による工事が実施された。2002年にこの炭鉱は閉山したが、環境保護活動家は地下の坑道にたまった水による放射能汚染を憂慮している。
2001年のウクライナ国勢調査ではエナキエヴェの人口は162,778人とされ、ロシア人が51.4パーセント、ウクライナ人が45.3パーセントであった。市民のうちロシア語話者は89.4パーセントであった。2014年に始まったドンバス戦争では親露派分離主義武装勢力によりエナキエヴェは占領された。2014年4月13日に市役所が占領され、エナキエヴェは「ドネツク人民共和国」の一部だと宣言された。